# MCP–1600
Az MCP–1600 egy belsőleg 8 bites, kifelé 16 bites többcsipes mikroprocesszor, amit a Western Digital gyártott az 1970-es évek végétől kezdve egészen az 1980-as évek elejéig.

## Leírás
Eleinte a Western Digital Pascal MicroEngine mikrogépeiben használták, amelyben a p-kódot mikroprogram hajtotta végre, egy virtuális géphez hasonlóan. Felhasználták még az Alpha Microsystems AM-100-as mikroszámítógép-kártyáin, ahol a WD16 jelű processzort implementálták ugyanezzel a csipkészlettel, csak más mikrokóddal. Végül ugyanilyen csipekkel épült föl a DEC LSI–11 mikroszámítógépe, amely a DEC PDP–11 architektúra egy csökkentett költségű és kompakt megvalósítása.
A csipkészletet háromfajta csip alkotja:
- CP1611 RALU - regiszter ALU csip
- CP1621 CON - vezérlőcsip (control)
- CP1631 MICROM - maszk-programozott mikrokód ROM csip (512 × 22 bites szó)

A csipek 3,3 MHz-es négyfázisú órajelet igényelnek és négy feszültségszintet (+5V, +12V, -12V, és -5V) a tápellátáshoz. Belsőleg az MCP–1600 egy viszonylag gyors 8 bites processzor, amely mikroprogram segítségével emulál egy 16 bites CPU-t. Legfeljebb négy MICROM (mikrokód-ROM) tárat képes használni, de a gyakorlatban kettő vagy három elég volt az adott processzor mikroprogramjának tárolásához.

LSI-11 csipek mikrofotói
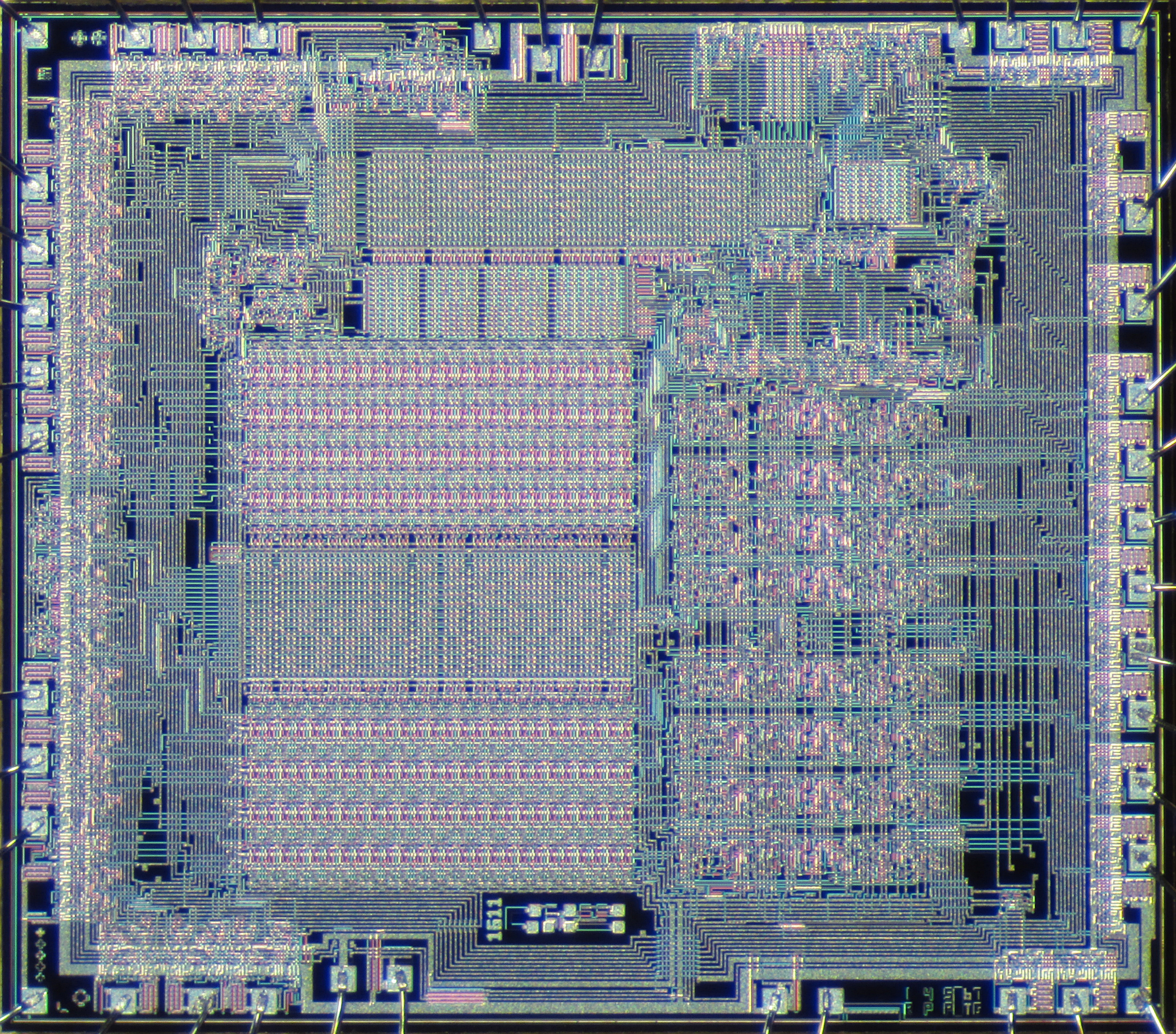
CP1611 RALU csip
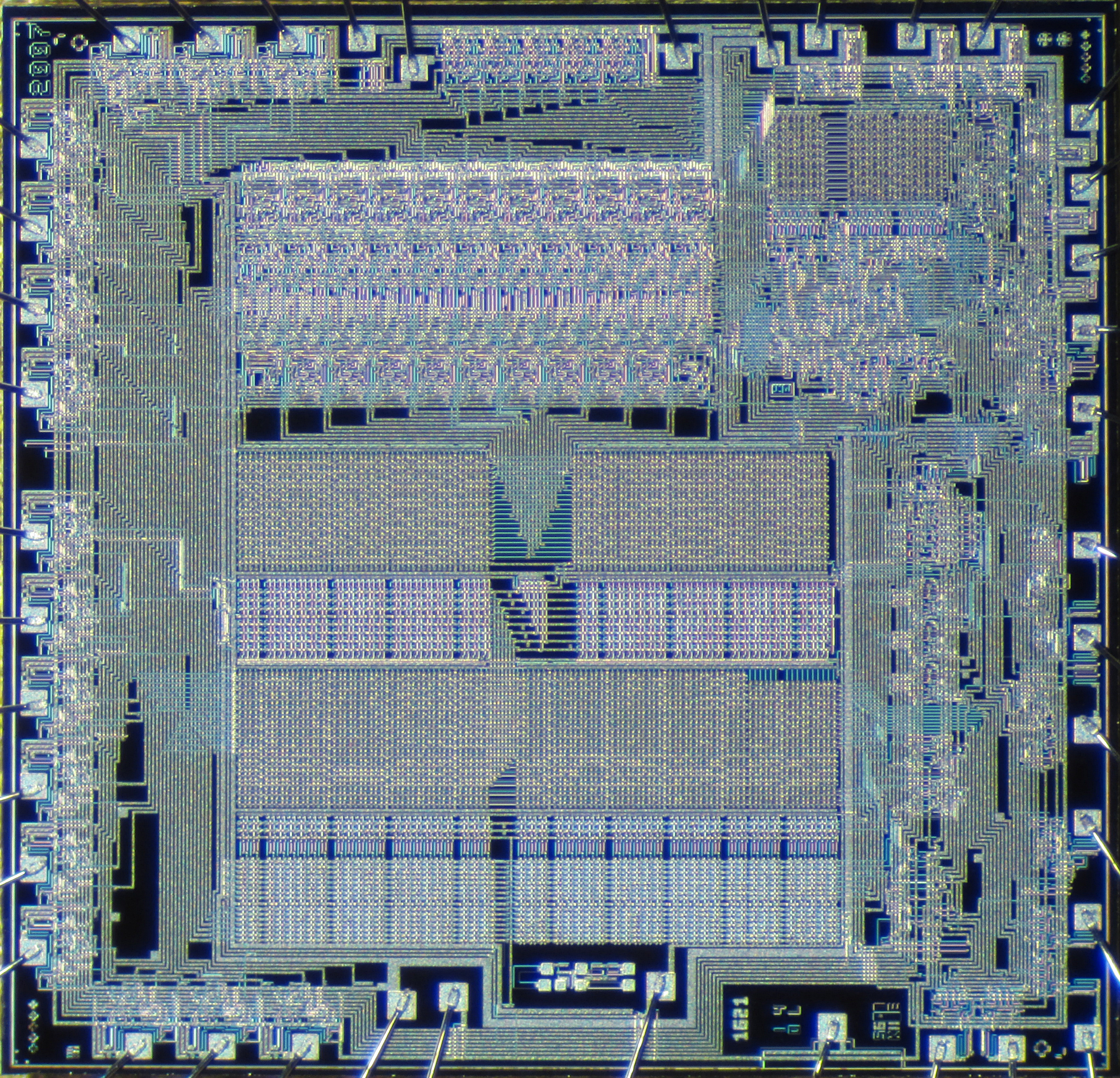
CP1621 Control csip
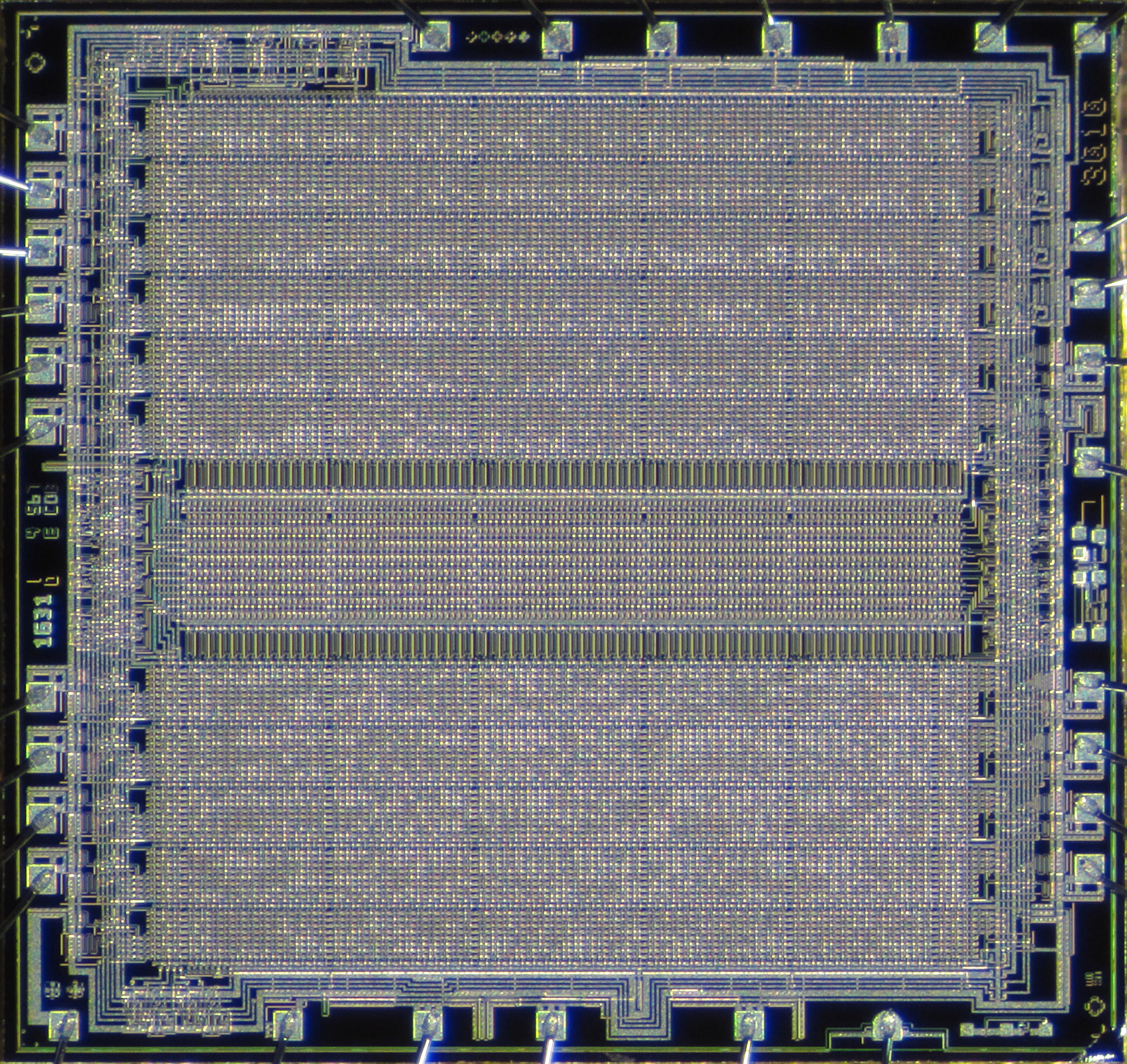
CP1631 MICROM csip

## Fordítás
Ez a szócikk részben vagy egészben  a   MCP-1600 című angol Wikipédia-szócikk ezen változatának fordításán alapul.  Az eredeti cikk szerkesztőit annak laptörténete sorolja fel. Ez a jelzés csupán a megfogalmazás eredetét és a szerzői jogokat jelzi, nem szolgál a cikkben szereplő információk forrásmegjelöléseként.